# Herb gminy Dobrcz
Herb gminy Dobrcz – jeden z symboli gminy Dobrcz, ustanowiony w 1998.

## Wygląd i symbolika
Herb przedstawia na tarczy dzielonej w skos po lewej stronie na srebrnym tle miecz z dwiema strzałami, a nad nim trzy czerwone serca, natomiast po prawej stronie na zielonym tle trzy żółte dojrzałe kłosy pszenicy. Kłosy są symbolem pracy i dostatku, serca z płomieniami nawiązują do trzech cnót boskich, natomiast miecz symbolizuje zręczność, ducha i miłość. 